# 강릉대관령휴게소
강릉대관령휴게소(江陵大關嶺休憩所,Gangneung Daegwallyeong Service Area)는 강원특별자치도 평창군 성산면에 위치한 영동고속도로의 고속도로 휴게소이다. 양방향 모두 휴게소가 존재한다. 

## 시설
- 주차장
- 화장실
- 약국
- 식당
- 종합안내소
- 브랜드매장 : 이마트24, 할리스 커피, 엔젤리너스
- 정유소: ex-OIL
- LPG충전소 : GS칼텍스
- 현금 자동 입출금기
- 전기차충전소

## 전후
- 대관령 나들목→강릉대관령휴게소→강릉 분기점
- 평창휴게소→강릉대관령휴게소→ 고속도로 종점